# Parkieciarz

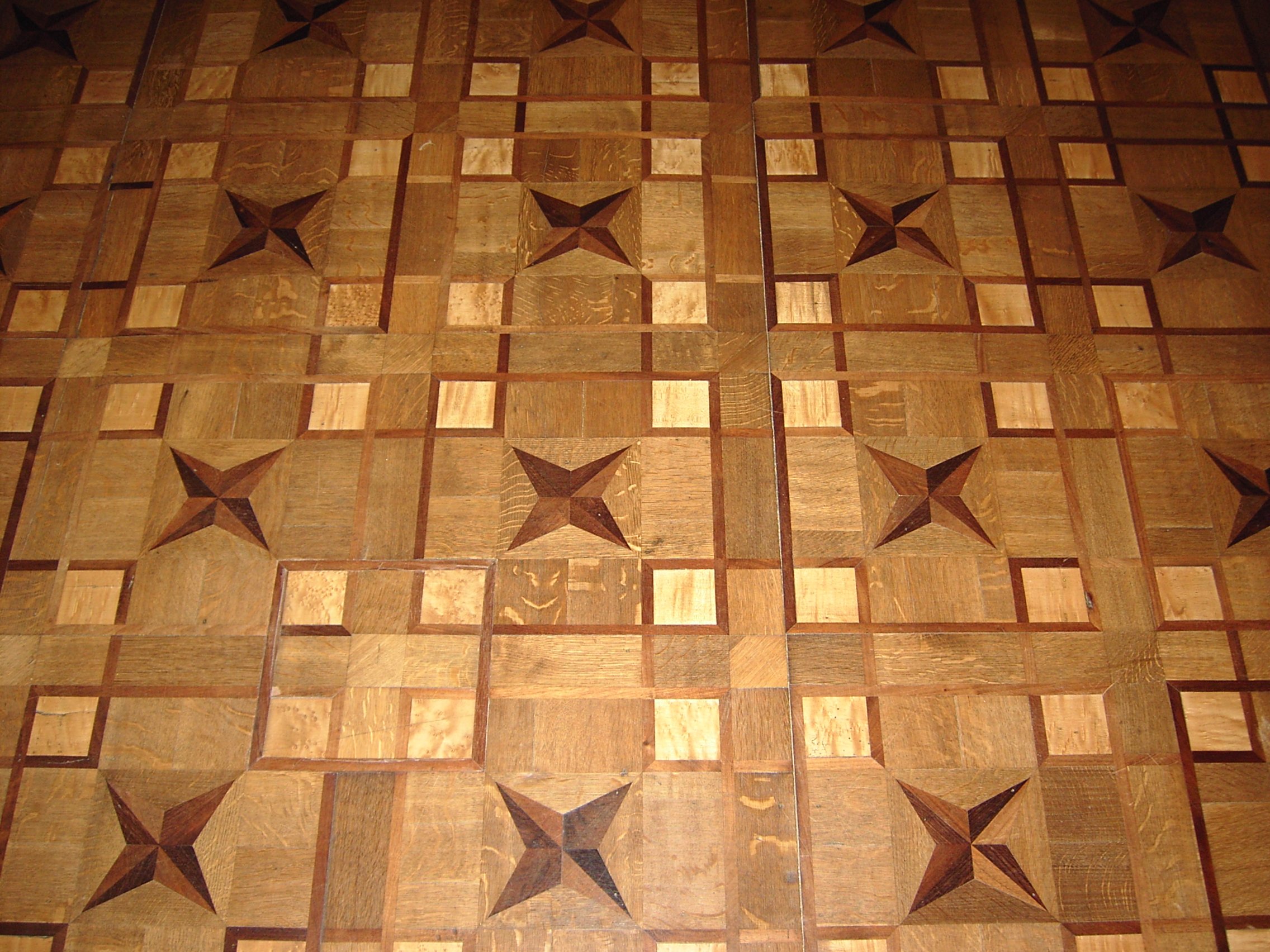
Parkiet w pałacu Seneffe, Belgia

Parkieciarz – rzemieślnik wykonujący prace związane z montażem podłóg drewnianych, takie jak:
- montaż parkietów z uwzględnieniem wszelkich możliwych wzorów przy wykorzystaniu wielkości elementów, barwy, gatunku drewna oraz położenie elementów,
- wykonanie parkietów na płytach warstwowych, klejonych i wykończonych fabrycznie powłoką lakierniczą,
- wykonanie parkietu artystycznego według własnego projektu, również rekonstrukcja płyt zabytkowych w remontowanej posadzce zabytkowej,
- wykonanie podłogi z desek klejonych warstwowych, wykończonych fabrycznie,
- wykonanie konstrukcji podłóg sportowych dla obiektów sportowych ze specjalnymi sprężystymi posadzkami,
- wykonywanie konstrukcji podłóg z desek iglastych,
- układanie paneli laminowanych jako podłóg,
- przeprowadzanie remontów i naprawy strych podłóg zgodnie z wymaganiami ujętymi odpowiednimi przepisami (normy).

Parkieciarz może realizować swoją działalność w formie świadczenia pracy najemnej w przedsiębiorstwie lub indywidualnej działalności rzemieślniczej.
Działalność parkieciarzy ujęta jest w statucie "Stowarzyszenia Parkieciarze Polscy", które powstało
w listopadzie 1999 roku. Zjazd założycielski Stowarzyszenia odbył się 26-28 listopada 1999 w Brodach k. Zielonej Góry. Tam też wybrano pierwsze władze stowarzyszenia i określono cele organizacji. Stowarzyszenie zostało zarejestrowane w 2000 roku.